# Fishes of the World
Fishes of the World của Joseph S. Nelson (1937–2011) là một tài liệu tham khảo tiêu chuẩn cho hệ thống học về cá. Hiện tác phẩm đã được xuất bản lần thứ năm (2016), là một tổng quan toàn diện về sự đa dạng và phân loại học của hơn 30.000 loài cá được khoa học biết đến.
Cuốn sách bắt đầu với một tổng quan chung về ngư học, mặc dù nó chưa thật sự đầy đủ. Sau một phần ngắn về Động vật có dây sống (Chordata) và các đơn vị phân loại không phải cá, công trình liệt kê tất cả các họ cá đã biết một cách có hệ thống. Mỗi họ được trình bày khoảng một đoạn văn và thường là một bản vẽ phác thảo cơ thể cá. Các họ lớn có các phân họ và tông cũng được mô tả. Trong các họ có chi và loài đáng chú ý được đề cập đến, mặc dù cuốn sách nói chung không đề cập đến sự đa dạng ở cấp độ loài. Sự phức tạp của các đơn vị phân loại cao hơn được mô tả ngắn gọn, với nhiều tài liệu tham khảo cho các điểm khó. Sách không có hình minh họa màu.
Ấn bản đầu tiên xuất hiện vào năm 1976, cho đến lần tái bản thứ 4 thì tác phẩm đã kết hợp việc sử dụng rộng rãi phân tích DNA để sửa đổi nhiều vị trí phân loại trước đó.